# Campionato mondiale di hockey su ghiaccio maschile 1991
Il campionato mondiale di hockey su ghiaccio maschile 1991 (55ª edizione) si è svolto dal 19 aprile al 4 maggio 1991 in Finlandia, in particolare nelle città di Turku, Helsinki e Tampere. Esso è stato considerato, per l'ultima volta, anche come campionato europeo, alla sua 66ª edizione.
Vi hanno partecipato otto rappresentative nazionali. A trionfare è stata la nazionale svedese, che ha conquistato così il suo 5º titolo mondiale.
Per quanto riguarda il titolo europeo sono state considerate le sfide tra le nazionali europee relative al primo turno della manifestazione ed il titolo è andato in questo caso alla nazionale sovietica, che ha ottenuto il suo 27º titolo europeo.

## Nazionali partecipanti
- Unione Sovietica
- Svezia
- Canada
- Stati Uniti
- Finlandia
- Germania
- Cecoslovacchia
- Svizzera

## Podio

### Mondiale
| Pos. | Squadra          |
| ---- | ---------------- |
| 1°   | Svezia           |
| 2°   | Canada           |
| 3°   | Unione Sovietica |

### Europeo
| Pos. | Squadra          |
| ---- | ---------------- |
| 1°   | Unione Sovietica |
| 2°   | Svezia           |
| 3°   | Finlandia        |